# Cratere Parenago
Parenago è un cratere lunare di 94,57 km situato nella parte nord-orientale della faccia nascosta della Luna.